# Myotragus balearicus
Myotragus balearicus – wymarły gatunek parzystokopytnych ssaków z podrodziny wołowatych (Bovidae) zasiedlający od wczesnego pliocenu do holocenu balearskie wyspy Majorka i Minorka.
Pierwsze pojedyncze kopalne ślady istnienia Myotragus odkryła w marcu 1909 roku brytyjska paleontolożka Dorothy Bate, a we wrześniu tego samego roku opublikowała na łamach „Geological Magazine” pracę Preliminary Note on a New Artiodactyle from Majorca, Myotragus balearicus, gen. et sp. nov..
Kontynentalni przodkowie Myotragus zasiedlili Baleary około 5,7–5,35 milionów lat temu, podczas kryzysu messyńskiego. Wraz z upływem czasu w ośrodkowym układzie nerwowym Myotragus zachodziły zmiany ewolucyjne, widoczne między innymi w spadku względnej wielkości mózgu i spadku wielkości organów zmysłowych. Zmiany wynikały z potrzeb dostosowania się zwierząt do specyfiki wyspiarskiego ekosystemu, który charakteryzował się ograniczonym zasobów troficznych i braku zagrożenia ze strony drapieżników. Myotragus balearicus nie wyginęły na skutek zmian klimatycznych, lecz na skutek kolonizacji wysp przez ludzi.